# Larry Thompson
Larry Dean Thompson (Hannibal, 15 de noviembre de 1945) es un abogado y profesor de derecho estadounidense, que se desempeñó como fiscal general adjunto de los Estados Unidos durante la presidencia de George W. Bush hasta agosto de 2003.

## Primeros años de vida y educación
Hijo de un trabajador del ferrocarril, nació y creció en Hannibal (Misuri). Recibió su licenciatura, graduándose cum laude, del Culver-Stockton College en 1967, su maestría de la Universidad Estatal de Míchigan en 1969 y su Doctorado en Jurisprudencia (JD) de la Universidad de Míchigan en 1974.
En 1970, se casó con Brenda Anne Taggart. Tienen dos hijos.

## Carrera corporativa
Trabajó como representante de relaciones industriales para Ford Motor Company durante la facultad de derecho. Después de graduarse, trabajó como abogado para Monsanto Company en San Louis hasta 1977. Ese año se unió al bufete de abogados King & Spalding en Atlanta, Georgia. Dejó la firma en 1982 y trabajó durante cuatro años en el Departamento de Justicia, luego regresó y fue nombrado socio en 1986. En 1991, como miembro del equipo legal de Clarence Thomas, «fue uno de los que idearon una estrategia para retratar a la acusadora del juez Thomas, Anita F. Hill, como alguien que sufría de erotomanía». Dejó King & Spalding en 2001 para regresar al Departamento de Justicia como fiscal general adjunto.

## Servicio en el gobierno de los EE. UU.
De 1982 a 1986, se desempeñó como fiscal de los Estados Unidos para el Distrito Norte de Georgia y dirigió el Grupo de Trabajo de Control de Drogas contra el Crimen Organizado del Sudeste. The New York Times lo describe como «un moderado» que es «respetado tanto por demócratas como por republicanos».

### Asesor independiente
Se desempeñó como asesor independiente del Departamento de Investigación de Vivienda y Desarrollo Urbano desde 1995. hasta 1998, completando una investigación y un proceso iniciado por la jueza Arlin Adams en 1990.

### Fiscal general adjunto de los Estados Unidos
En 2001, fue nombrado fiscal general adjunto de los Estados Unidos por el presidente Bush. En el momento de su nombramiento era miembro de la Sociedad Federalista.

#### Memorando Thompson
En enero de 2003, publicó un documento interno del Departamento de Justicia titulado informalmente Memorando Thompson. escrito para ayudar a los fiscales federales a decidir si acusar a una corporación, en lugar de, o además de, a individuos dentro de la corporación, por delitos penales. Las directrices se consideraron estrictas porque exigen que, para reclamar cooperación, las empresas deben (1) entregar materiales de investigaciones internas, (2) renunciar al privilegio abogado-cliente y (3) no proporcionar a un ejecutivo en cuestión abogados pagados por la empresa. Las directrices fueron criticadas, entre otras cosas, por «erosionar gravemente» el privilegio abogado-cliente. Estas directrices fueron «flexibilizadas» en diciembre de 2006 por el fiscal general adjunto Paul J. McNulty, quien emitió una versión revisada del memorando.

## Carrera después del Departamento de Justicia

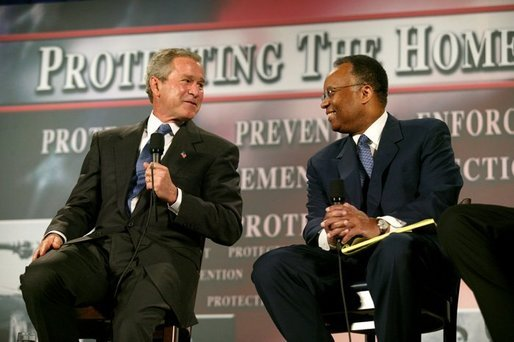
Thompson con el presidente George W. Bush en abril de 2004.

En agosto de 2003, dejó el Departamento de Justicia y fue miembro sénior de la Institución Brookings durante un año antes de aceptar el puesto de vicepresidente sénior de asuntos gubernamentales y asesor general de PepsiCo en Purchase (Nueva York). Desde 2011, se ha desempeñado como Profesor John A. Sibley de Derecho Corporativo y Comercial en la Escuela de Derecho de la Universidad de Georgia, donde enseña responsabilidad corporativa y derecho penal de cuello blanco, y es miembro del Consejo del Centro de Derecho Internacional Dean Rusk de la facultad.
Fue nombrado en la prensa como uno de los principales candidatos a fiscal general después de que John Ashcroft renunciara el 9 de noviembre de 2004. De haber sido seleccionado, habría sido el primer afroestadounidense en dirigir el Departamento de Justicia. En cambio, Alberto R. Gonzales fue seleccionado como reemplazo de Ashcroft. Más tarde, el nombre de Thompson fue mencionado como posible candidato para reemplazar a la jueza de la Corte Suprema Sandra Day O'Connor. Con la renuncia de Gonzales en agosto de 2007, el nombre de Thompson volvió a surgir como candidato a fiscal general. Apoyó al exalcalde de Nueva York Rudy Giuliani en las elecciones presidenciales de 2008, y la Asociación Americana de Abogados mencionó a Thompson nuevamente como posible fiscal feneral o juez de la Corte Suprema durante una potencial administración de John McCain.
El 21 de abril de 2017, el gobierno de Estados Unidos nombró a Thompson como monitor corporativo independiente para supervisar las reformas de cumplimiento en Volkswagen AG durante los próximos tres años.
Thompson y su esposa Brenda son reconocidos coleccionistas de arte de artistas afroestadounidenses. En 2012 donaron obras de arte al Museo de Arte de Georgia y dotaron allí una cátedra curatorial. En 2017 tuvo lugar en el Museo una exposición de las obras.
Ha sido miembro de la Junta de Curadores de la Sociedad Histórica de Georgia desde 2020.